# Mistrzostwa Europy w Lekkoatletyce 1978
XII Mistrzostwa Europy w Lekkoatletyce rozgrywane były w dniach 29 sierpnia – 3 września 1978 w Pradze na Stadionie Evžena Rošickiego.
Organizatora mistrzostw Rada European Athletics Association wybrała na posiedzeniu w Rzymie w maju 1974. Zawody oprócz Pragi chciała zorganizować także Lozanna oraz jedno z miast RFN. 

## Mężczyźni

### konkurencje biegowe
| konkurencja                                    | złoto                                                                          | złoto       | srebro                                                                           | srebro   | brąz                                                                                       | brąz     |
| ---------------------------------------------- | ------------------------------------------------------------------------------ | ----------- | -------------------------------------------------------------------------------- | -------- | ------------------------------------------------------------------------------------------ | -------- |
| Bieg na 100 metrów (szczegóły)                 | Pietro Mennea · Włochy                                                         | 10,26       | Eugen Ray · NRD                                                                  | 10,36    | Wołodymyr Ihnatenko · ZSRR                                                                 | 10,37    |
| Bieg na 200 metrów (szczegóły)                 | Pietro Mennea · Włochy                                                         | 20,15 CR    | Olaf Prenzler · NRD                                                              | 20,61    | Peter Muster · Szwajcaria                                                                  | 20,64    |
| Bieg na 400 metrów (szczegóły)                 | Franz-Peter Hofmeister · RFN                                                   | 45,73       | Karel Kolář · Czechosłowacja                                                     | 45,77    | Francis Demarthon · Francja                                                                | 45,97    |
| Bieg na 800 metrów (szczegóły)                 | Olaf Beyer · NRD                                                               | 1:43,84 CR  | Steve Ovett · Wielka Brytania                                                    | 1:44,09  | Sebastian Coe · Wielka Brytania                                                            | 1:44,76  |
| Bieg na 1500 metrów (szczegóły)                | Steve Ovett · Wielka Brytania                                                  | 3:35,59 CR  | Eamonn Coghlan · Irlandia                                                        | 3:36,70  | David Moorcroft · Wielka Brytania                                                          | 3:36,75  |
| Bieg na 5000 metrów (szczegóły)                | Venanzio Ortis · Włochy                                                        | 13:28,57    | Markus Ryffel · Szwajcaria · Aleksandr Fiedotkin · ZSRR                          | 13:28,66 | --                                                                                         | --       |
| Bieg na 10 000 metrów (szczegóły)              | Martti Vainio · Finlandia                                                      | 27:30,99 CR | Venanzio Ortis · Włochy                                                          | 27:31,48 | Aleksandras Antipovas · ZSRR                                                               | 27:31,50 |
| Maraton (szczegóły)                            | Leonid Mosiejew · ZSRR                                                         | 2:11:57     | Nikołaj Pienzin · ZSRR                                                           | 2:11:59  | Karel Lismont · Belgia                                                                     | 2:16:08  |
| Bieg na 110 metrów przez płotki (szczegóły)    | Thomas Munkelt · NRD                                                           | 13,54       | Jan Pusty · Polska                                                               | 13,55    | Arto Bryggare · Finlandia                                                                  | 13,56    |
| Bieg na 400 metrów przez płotki (szczegóły)    | Harald Schmid · RFN                                                            | 48,51       | Dmitrij Stukałow · ZSRR                                                          | 49,72    | Wasyl Archypenko · ZSRR                                                                    | 49,77    |
| Bieg na 3000 metrów z przeszkodami (szczegóły) | Bronisław Malinowski · Polska                                                  | 8:15,08     | Patriz Ilg · RFN                                                                 | 8:16,92  | Ismo Toukonen · Finlandia                                                                  | 8:18,29  |
| Sztafeta 4 × 100 metrów (szczegóły)            | Polska · Zenon Nowosz · Zenon Licznerski · Leszek Dunecki · Marian Woronin     | 38,58 CR    | NRD · Manfred Kokot · Eugen Ray · Olaf Prenzler · Alexander Thieme               | 38,78    | ZSRR · Siergiej Władimircew · Nikołaj Kolesnikow · Aleksandr Aksinin · Wołodymyr Ihnatenko | 38,82    |
| Sztafeta 4 × 400 metrów (szczegóły)            | RFN · Martin Weppler · Franz-Peter Hofmeister · Bernd Herrmann · Harald Schmid | 3:02,03     | Polska · Jerzy Włodarczyk · Zbigniew Jaremski · Cezary Łapiński · Ryszard Podlas | 3:03,62  | Czechosłowacja · Josef Lomický · František Břečka · Miroslav Tulis · Karel Kolář           | 3:04,99  |
| Chód na 20 kilometrów (szczegóły)              | Roland Wieser · NRD                                                            | 1:23:12     | Piotr Poczinczuk · ZSRR                                                          | 1:23:43  | Anatolij Sołomin · ZSRR                                                                    | 1:24:12  |
| Chód na 50 kilometrów (szczegóły)              | Jordi Llopart · Hiszpania                                                      | 3:53:30     | Wieniamin Sołdatienko · ZSRR                                                     | 3:55:12  | Jan Ornoch · Polska                                                                        | 3:55:16  |

### konkurencje techniczne
| konkurencja                | złoto                        | złoto    | srebro                           | srebro | brąz                          | brąz  |
| -------------------------- | ---------------------------- | -------- | -------------------------------- | ------ | ----------------------------- | ----- |
| Skok wzwyż (szczegóły)     | Władimir Jaszczenko · ZSRR   | 2,30 CR  | Aleksandr Grigorjew · ZSRR       | 2,28   | Rolf Beilschmidt · NRD        | 2,28  |
| Skok o tyczce (szczegóły)  | Władimir Trofimienko · ZSRR  | 5,55 CR  | Antti Kalliomäki · Finlandia     | 5,50   | Rauli Pudas · Finlandia       | 5,45  |
| Skok w dal (szczegóły)     | Jacques Rousseau · Francja   | 8,18     | Nenad Stekić · Jugosławia        | 8,12   | Władimir Cepielow · ZSRR      | 8,01  |
| Trójskok (szczegóły)       | Miloš Srejović · Jugosławia  | 16,94    | Wiktor Saniejew · ZSRR           | 16,93  | Anatolij Piskulin · ZSRR      | 16,87 |
| Pchnięcie kulą (szczegóły) | Udo Beyer · NRD              | 21,08 CR | Aleksandr Barysznikow · ZSRR     | 20,59  | Wolfgang Schmidt · NRD        | 20,30 |
| Rzut dyskiem (szczegóły)   | Wolfgang Schmidt · NRD       | 66,82 CR | Markku Tuokko · Finlandia        | 64,90  | Imrich Bugár · Czechosłowacja | 64,66 |
| Rzut młotem (szczegóły)    | Jurij Siedych · ZSRR         | 77,28 CR | Roland Steuk · NRD               | 77,24  | Karl-Hans Riehm · RFN         | 77,02 |
| Rzut oszczepem (szczegóły) | Michael Wessing · RFN        | 89,12    | Nikołaj Griebniew · ZSRR         | 87,82  | Wolfgang Hanisch · NRD        | 87,66 |
| Dziesięciobój (szczegóły)  | Aleksandr Griebieniuk · ZSRR | 8340 CR  | Daley Thompson · Wielka Brytania | 8289   | Siegfried Stark · NRD         | 8208  |

## Kobiety

### Konkurencje biegowe
| konkurencja                                 | złoto                                                                                 | złoto      | srebro                                                                                 | srebro  | brąz                                                                                    | brąz    |
| ------------------------------------------- | ------------------------------------------------------------------------------------- | ---------- | -------------------------------------------------------------------------------------- | ------- | --------------------------------------------------------------------------------------- | ------- |
| Bieg na 100 metrów (szczegóły)              | Marlies Göhr · NRD                                                                    | 11,13 CR   | Linda Haglund · Szwecja                                                                | 11,29   | Ludmiła Masłakowa · ZSRR                                                                | 11,31   |
| Bieg na 200 metrów (szczegóły)              | Ludmiła Kondratjewa · ZSRR                                                            | 22,52      | Marlies Göhr · NRD                                                                     | 22,53   | Carla Bodendorf · NRD                                                                   | 22,64   |
| Bieg na 400 metrów (szczegóły)              | Marita Koch · NRD                                                                     | 48,94 WR   | Christina Brehmer · NRD                                                                | 50,30   | Irena Szewińska · Polska                                                                | 50,40   |
| Bieg na 800 metrów (szczegóły)              | Tatjana Prowidochina · ZSRR                                                           | 1:55,80 CR | Nadieżda Muszta · ZSRR                                                                 | 1:55,82 | Zoja Rigel · ZSRR                                                                       | 1:56,57 |
| Bieg na 1500 metrów (szczegóły)             | Giana Romanowa · ZSRR                                                                 | 3:59,77 CR | Natalia Mărășescu · Rumunia                                                            | 3:59,80 | Totka Petrowa · Bułgaria                                                                | 4:00,15 |
| Bieg na 3000 metrów (szczegóły)             | Swietłana Ulmasowa · ZSRR                                                             | 8:33,16 CR | Natalia Mărășescu · Rumunia                                                            | 8:33,53 | Grete Waitz · Norwegia                                                                  | 8:34,33 |
| Bieg na 100 metrów przez płotki (szczegóły) | Johanna Klier · NRD                                                                   | 12,62 CR   | Tatjana Anisimowa · ZSRR                                                               | 12,67   | Gudrun Berend · NRD                                                                     | 12,73   |
| Bieg na 400 metrów przez płotki (szczegóły) | Tatjana Zielencowa · ZSRR                                                             | 54,89 WR   | Silvia Hollmann · RFN                                                                  | 55,14   | Karin Roßley · NRD                                                                      | 55,36   |
| Sztafeta 4 × 100 metrów (szczegóły)         | ZSRR · Wiera Anisimowa · Ludmiła Masłakowa · Ludmiła Kondratjewa · Ludmiła Storożkowa | 42,54      | Wielka Brytania · Beverley Goddard · Kathy Smallwood · Sharon Colyear · Sonia Lannaman | 42,72   | NRD · Johanna Klier · Monika Hamann · Carla Bodendorf · Marlies Göhr                    | 43,07   |
| Sztafeta 4 × 400 metrów (szczegóły)         | NRD · Christiane Marquardt · Barbara Krug · Christina Brehmer · Marita Koch           | 3:21,20 CR | ZSRR · Tetiana Proroczenko · Nadieżda Muszta · Tatjana Prowidochina · Marija Pinigina  | 3:22,53 | Polska · Małgorzata Gajewska · Krystyna Kacperczyk · Genowefa Błaszak · Irena Szewińska | 3:26,76 |

### konkurencje techniczne
| konkurencja                | złoto                     | złoto    | srebro                              | srebro | brąz                               | brąz  |
| -------------------------- | ------------------------- | -------- | ----------------------------------- | ------ | ---------------------------------- | ----- |
| Skok wzwyż (szczegóły)     | Sara Simeoni · Włochy     | 2,01 WR  | Rosemarie Ackermann · NRD           | 1,99   | Brigitte Holzapfel · RFN           | 1,95  |
| Skok w dal (szczegóły)     | Vilma Bardauskienė · ZSRR | 6,88     | Angela Voigt · NRD                  | 6,79   | Jarmila Nygrýnová · Czechosłowacja | 6,69  |
| Pchnięcie kulą (szczegóły) | Ilona Slupianek · NRD     | 21,41 CR | Helena Fibingerová · Czechosłowacja | 20,86  | Margitta Droese · NRD              | 20,58 |
| Rzut dyskiem (szczegóły)   | Evelin Jahl · NRD         | 66,98    | Margitta Droese · NRD               | 64,04  | Natalja Gorbaczowa · ZSRR          | 63,58 |
| Rzut oszczepem (szczegóły) | Ruth Fuchs · NRD          | 69,16 ER | Tessa Sanderson · Wielka Brytania   | 62,40  | Ute Hommola · NRD                  | 62,32 |
| Pięciobój (szczegóły)      | Margit Papp · Węgry       | 4655     | Burglinde Pollak · NRD              | 4600   | Kristine Nitzsche · NRD            | 4599  |

## Objaśnienia skrótów
WR – rekord świata
ER – rekord Europy
CR – rekord mistrzostw Europy